# Békás
Békás ist eine ungarische Gemeinde im Kreis Pápa im Komitat Veszprém.

## Geografische Lage
Békás liegt fünfzig Kilometer nordwestlich des Komitatssitzes Veszprém und neun Kilometer westlich der Kreisstadt Pápa. Nachbargemeinden sind Mezőlak, Mihályháza und Kemeneshőgyész.

## Geschichte
Im Jahr 1907 gab es in der damaligen Kleingemeinde 43 Häuser und 407 Einwohner auf einer Fläche von 1132  Katastraljochen.

## Sehenswürdigkeiten
- Römisch-katholische Kirche Szűz Mária az Egyház anyja
- Békássy-Hollán-Grabkapelle
  - Ernő-Békássy-Epitaph, erschaffen von Zsigmond Kisfaludi Strobl
  - Ernő-Hollán-Grabstätte, erschaffen 1903 von Antal Szécsi und Győző Czigler
- Schloss Békássy-Vécsey, erbaut in den 1870er Jahren

## Verkehr
Durch Békás verläuft die Landstraße Nr. 8405. Es bestehen Busverbindungen über Kemeneshőgyész und Magyargencs nach Kemenesszentpéter sowie über Mezőlak nach Pápa. Der nächstgelegene Bahnhof befindet sich in Mezőlak.